# Izanami (geslacht)
Izanami is een geslacht van kreeftachtigen uit de klasse van de Malacostraca (hogere kreeftachtigen).

## Soorten
- Izanami curtispina (Sakai, 1961)
- Izanami inermis (Miers, 1884)